# Julien Candelon
Julià Candelon, va néixer el 8 de juliol de 1980 a Agen. És un jugador de rugbi a 15, que ha jugat amb l'equip de França i que evoluciona amb el RC Narbonne al lloc de tres quarts ala (1,70 m per a 79 kg). Jugarà a l'USAP a la temporada 2007-08.

## Carrera del jugador

### Clubs
- Tournon d'Agenais
- Villeneuve-Sur-Lot
- Agen 1998-99
- Stade toulousain 1999-2003
- RC Narbonne 2003-2007
- USAP(Perpinyà) 2007-

Ha disputat 7 partits de Competició europea amb el Narbona (4 proves)

### Amb la selecció francesa
Va disputar el seu primer partit amistós el 18 de juny de 2005 contra l'equip de Sud-àfrica.

## Palmarès

### En club
- Campió de França Crabos el 1999 (amb Tolosa de Llenguadoc).
- Campió de França esperances el 2003 (amb Tolosa de Llenguadoc).

### En equip nacional
- 2 seleccions (el 2005)
- 2 proves

### Altres seleccions
Internacional de rugby a 7 (participació en els torneigs de París & Londres el 2006)
Internacional França Té (2 seleccions & 1 prova el 2005 contra Angleterre A i Itàlia A)